# Sceloporus smithi
Sceloporus smithi (рожевочерева ігуана Сміта) — вид ігуаноподібних ящірок родини фриносомових (Phrynosomatidae). Ендемік Мексики. Вид названий на честь американського герпетолога Хобарта М'юїра Сміта.

## Поширення і екологія
Рожевочереві ігуани Сміта мешкають в прибережних районах на території штатів Оахака і Чіапас, можливо, також на північному заході Гватемали. Вони живуть в широколистяних тропічних лісах і соснових лісах, серед опалого листя, повалених дерев і каміння, трапляються на плантаціях, в садах та поблизу людських поселень. Зустрічаються на висоті до 1200 м над рівнем моря.